# Рубка (приток Моломы)
Рубка (Большая Рубка) — река в России, протекает в Даровском районе Кировской области. Устье реки находится в 162 км по правому берегу реки Молома. Длина реки составляет 19 км.
Исток реки находится восточнее деревни Швечата (Вонданское сельское поселение) в 7 км к юго-востоку от села Вонданка. Река течёт на северо-восток, до впадения Малой Рубки также именуется Большой Рубкой. Кроме Малой Рубки других притоков не имеет. Населённых пунктов на берегах нет, за исключением нескольких нежилых деревень. Впадает в Молому западнее посёлка Чернорецкий (Лузянское сельское поселение).

## Данные водного реестра
По данным государственного водного реестра России относится к Камскому бассейновому округу, водохозяйственный участок реки — Вятка от города Киров до города Котельнич, речной подбассейн реки — Вятка. Речной бассейн реки — Кама.
По данным геоинформационной системы водохозяйственного районирования территории РФ, подготовленной Федеральным агентством водных ресурсов:
- Код водного объекта в государственном водном реестре — 10010300312111100035645
- Код по гидрологической изученности (ГИ) — 111103564
- Код бассейна — 10.01.03.003
- Номер тома по ГИ — 11
- Выпуск по ГИ — 1